# 30 Rock (5.ª temporada)
A quinta temporada de 30 Rock começou em 23 de Setembro de 2010 e terminou em Maio de 2011 ao fim de 23 episódios, o maior numero até a exibição da temporada. 30 Rock é uma série de televisão de comédia norte-americana que vai ao ar na rede de televisão National Broadcasting Company (NBC) nos Estados Unidos. Criada pela produtora executiva e actriz Tina Fey, foi produzida pela Broadway Video, pela Little Stranger e pela NBC Universal. Os restantes produtores executivos foram Lorne Michaels, Joann Alfano, Marci Klein e David Miner.
Em 5 de Março de 2010, a NBC anunciou que 30 Rock tinha sido renovada para uma quinta temporada, que iria ser exibida na temporada de televisão americana de 2010-2011. A partir do 11° episódio, a série foi movido para o novo horário de 22 horas, sendo movido do horário habitual de 20 horas e 30 minutos.  Durante este tempo, Tracy Morgan, intérprete do personagem Tracy Jordan, passou por uma operação de emergência de transplante de rim, juntamente com o actor Grizz Chapman, intérprete do personagem Grizz Griswold, fazendo com que seus personagens não tivessem histórias por vários episódios. A série centra-se no TGS with Tracy Jordan, uma comédia fictícia que tem sua produção na série, e na vida da sua escritora principal, Liz Lemon, interpretada por Fey, mostrando como ela controla o seu trabalho e vida pessoal.
Esta temporada registrou bons índices de audiência, com o primeiro episódio sendo assistido por 5.85 milhões de telespectadores e recebendo uma quota de 2.6/8 entre os telespectadores do perfil demográfico de idades 18-49. Em 31 de Julho de 2010, a NBC anunciou que um episódio da quinta temporada de 30 Rock seria filmado e transmitido ao vivo duas vezes na noite de 14 de Outubro. As duas gravações separadas resultaram em uma transmissão ao vivo para os telespectadores americanos tanto no Ocidente e na Costa Leste. Filmado na frente de uma plateia ao vivo, o episódio foi um sucesso de audiência, também reunindo críticas muito positivas e a audiência mais alta da temporada, 6.7 milhões de telespectadores.
Nesta temporada também foi exibido o centésimo episódio em 21 de Abril de 2011, que teve a duração de uma hora e uma audiência de 4.60 milhões de telespectadores. A quinta temporada de 30 Rock foi bem recebida e muito elogiada por vários críticos de televisão, com alguns deles chamando o episódio "The Fabian Strategy" de o melhor da série em relação aos anteriores. Além disso, foi nomeada para sete prémios de televisão, e venceu seis categorias de quatro prémios, incluindo o Screen Actors Guild Award de "Melhor Performance de um Actor numa Série de Comédia" e o Satellite Award de "Melhor Actor numa Série de Comédia ou Musical" ambos pela interpretação de Alec Baldwin como Jack Donaghy.

## Elenco
Tina Fey interpreta Liz Lemon, a escritora principal de uma fictícia comédia chamada TGS. O elenco da TGS consiste de dois actores principais. O actor principal é a estrela de cinema Tracy Jordan, interpretado por Tracy Morgan. Sua co-estrela é a extremamente narcisista Jenna Maroney, interpretada por Jane Krakowski. Jack "Danny" Baker (Cheyenne Jackson) é o novo membro do elenco da TGS. Jack McBrayer, interpreta o ingénuo paquete da NBC Kenneth Parcell. Scott Adsit actuou como o sábio, espirituoso, produtor da TGS, Pete Hornberger. Judah Friedlander interpreta o escritor Frank Rossitano. Alec Baldwin interpreta o executivo da rede NBC, Jack Donaghy. Keith Powell interpreta o ex-aluno da Universidade de Harvard e o escritor James "Toofer" Spurlock. Katrina Bowden actuou como a assistente de escritores, Cerie Xerox. Katrina Bowden actuou como a assistente Cerie Xerox. O elenco apresenta personagens recorrentes, incluindo Maulik Pancholy como Jonathan, Grizz Chapman como Griswold Grizz, Kevin Brown como "Dot Com" Slattery, e John Lutz como JD Lutz.
O elenco conta ainda com a atriz convidada Elizabeth Banks, que interpreta Avery Jessup, a noiva grávida de Jack e Matt Damon que interpreta Carol, o namorado de Liz. A NBC anunciou que Tom Hanks fará uma aparição na temporada.

## Horário de Exibição
A temporada vai ao ar às 20h30, depois de Community e antes de The Office às quintas-feiras. Em 15 de Novembro de 2010, foi anunciado que 30 Rock iria mudar para as 22h00, seguindo Parks and Recreation, a partir de 11 de Janeiro de 2011.

## Episódios
| N.º (série) | N.º (temp.) | Título                                 | Realizador(a)        | Argumentista(s)                         | Transmissão original    | Cod. de produção | Telespectadores (em milhões) |
| --- | ----------- | -------------------------------------- | -------------------- | --------------------------------------- | ----------------------- | ---------------- | ---------------------------- |
| 81 | 1           | "The Fabian Strategy"                  | Beth McCarthy-Miller | Tina Fey                                | 23 de Setembro de 2010  | 501              | 5,85                         |
| Determinado a ajudar Liz a manter um homem pela primeira vez, Jack se intromete no seu relacionamento com Carol (Matt Damon). Enquanto em casa, Jack luta para se comprometer com Avery (Elizabeth Banks), já ela está redecorando seu apartamento. Tracy tem dificuldade em aceitar a demissão de Kenneth e Jenna se torna uma das mais novas produtoras do TGS. |             |                                        |                      |                                         |                         |                  |                              |
| 82 | 2           | "When It Rains, It Pours"              | Don Scardino         | Robert Carlock                          | 30 de Setembro de 2010  | 502              | 5,68                         |
| Liz fica surpresa quando repara que os homens a têm observado, Jenna explica que ela está sendo tão mais confiante por causa de seu novo relacionamento. Por sua vez, Liz usa sua confiança para resolver o problema com um editor de Pete. Enquanto isso, Jack decide que ele deve enganar a mortalidade, a fim de ensinar seu filho nascituro como viver. Em outra parte, Tracy está determinado a estar lá quando sua esposa (Sherri Shepherd) dar à luz, e um homem misterioso está tendo a certeza que o trabalho de Kenneth na TGS ainda sendo feito. |             |                                        |                      |                                         |                         |                  |                              |
| 83 | 3           | "Let's Stay Together"                  | John Riggi           | Jack Burditt                            | 7 de Outubro de 2010    | 503              | 4,90                         |
| Jack aparece perante o Congresso para discutir a fusão da NBC com a KableTown. Ele espera conquistar os membros que são celebridade, mas uma congressista (Queen Latifah) exige que haja maior diversidade na programação. Assim, Jack pede a ajuda de Tracy para arranjar algumas ideias para a programação. Enquanto isso, Liz está farta com de a tristeza que sua equipa a dá, e Jenna ajuda Kenneth a se preparar para voltar a ser um paquete da NBC.                                                                                                 |             |                                        |                      |                                         |                         |                  |                              |
| 84 | 4           | "Live Show"                            | Beth McCarthy-Miller | Robert Carlock & Tina Fey               | 14 de Outubro de 2010   | 504              | 6,70                         |
| Jack está na ponta depois de prometer permanecer sóbrio durante a gravidez de Avery. Liz fica triste quando ninguém parece se lembrar que é seu 40º aniversário. Tracy está convencido de que a quebra de personagem durante uma gravação do TGS será hilário, enquanto Jenna recusa a ideia. |             |                                        |                      |                                         |                         |                  |                              |
| 85 | 5           | "Reaganing"                            | Todd Holland         | Matt Hubbard                            | 21 de Outubro de 2010   | 505              | 5,18                         |
| Jack está tendo um dia perfeito e obtendo sucesso em todas as suas funções, por isso ele decide usar sua série de vitórias e ajudar Liz a descobrir seu relacionamento com Carol. Enquanto isso, Jenna e Kenneth alistam o actor Kelsey Grammer para ajudá-los a fazerem um golpe de sorvete, e Tracy tenta gravar um comercial para o clube dos meninos e meninas. |             |                                        |                      |                                         |                         |                  |                              |
| 86 | 6           | "Gentleman's Intermission"             | Don Scardino         | John Riggi                              | 4 de Novembro de 2010   | 506              | 5,31                         |
| Avery força Jack a definir alguns limites na sua amizade com Liz. Ao mesmo tempo, Liz recebe a visita surpresa de seu pai Dick Lemon (Buck Henry). Enquanto isso, Tracy pede a ajuda de Kenneth para refazer o seu vídeo de óbito de pré-produzido, e quando Jenna descobre isso, ela decide fazer um vídeo dela própria. |             |                                        |                      |                                         |                         |                  |                              |
| 87 | 7           | "Brooklyn Without Limits"              | Michael Engler       | Ron Weiner                              | 11 de Novembro de 2010  | 507              | 5,09                         |
| Jack tenta influenciar uma eleição parlamentar em favor de um particular (embora discutível) candidato (John Slattery) em benefício da rede. Enquanto isso, Liz ganha uma nova confiança quando Jenna ajuda-a a encontrar o par perfeito de jeans. Ao mesmo tempo, Jenna ajuda Tracy a planear um evento Golden Globe. |             |                                        |                      |                                         |                         |                  |                              |
| 88 | 8           | "College"                              | Don Scardino         | Josh Siegal & Dylan Morgan              | 18 de Novembro de 2010  | 508              | 5,11                         |
| Jack teme que as vendas dos microondas da General Electric melhoraram muito sem a sua ajuda e tenta encontrar falhas no seu mais novo projecto. Enquanto isso, Liz participa na lotaria, apesar de Jenna e Tracy alertá-la a não fazê-lo. Enquanto isso, os escritores do TGS descobrem que Jack é a voz de um dicionário on-line de guia de pronúncia. |             |                                        |                      |                                         |                         |                  |                              |
| 89 | 9           | "Chain Reaction of Mental Anguish"     | Ken Whittingham      | Kay Cannon                              | 2 de Dezembro de 2010   | 509              | 5,03                         |
| Depois de Jack sugerir que ela vá ver um terapeuta, Liz começa a falar com Kenneth sobre seu relacionamento com Carol. Enquanto isso, Tracy tenta convencer Jack a investir no restaurante de seu filho na Times Square, e Jenna e Paul comemoram o aniversário de um ano e meio de namoro. |             |                                        |                      |                                         |                         |                  |                              |
| 90 | 10          | "Christmas Attack Zone"                | John Riggi           | Tracey Wigfield                         | 9 de Dezembro de 2010   | 510              | 4,76                         |
| Liz e Avery tentam convencer Jack a revelar segredos a sua mãe que o vem visitar na época de Natal. Liz também tenta corrigir o relacionamento de Jenna e Paul, e Tracy tenta impedir o lançamento de seu novo filme, antes que ele destrua a sua nova personalidade. |             |                                        |                      |                                         |                         |                  |                              |
| 91 | 11          | "Mrs. Donaghy"                         | Tricia Brock         | Jack Burditt                            | 20 de Janeiro de 2011   | 511              | 5,34                         |
| O pessoal do TGS é afectado pelos cortes orçamentais da NBC. A resolução de Liz de Ano Novo poderia significar mais problemas para o casamento de Jack. Jenna partilha um camarim com Danny. Tracy tem um susto com a saúde. |             |                                        |                      |                                         |                         |                  |                              |
| 92 | 12          | "Operation Righteous Cowboy Lightning" | Beth McCarthy-Miller | Robert Carlock                          | 27 de Janeiro de 2011   | 512              | 4,92                         |
| Liz tenta explorar a situação quando os membros da equipa do programa de TV de Angie (Queen of Jordan) seguem Tracy no dia. Jack grava uma teleton desastrosa, mas os seus esforços têm resultados inesperados quando uma tempestade devasta a ilha de Mago. |             |                                        |                      |                                         |                         |                  |                              |
| 93 | 13          | "¡Qué Sorpresa!"                       | John Riggi           | Matt Hubbard                            | 3 de Fevereiro de 2011  | 513              | 4,78                         |
| Liz ajuda Avery na sua concorrência no trabalho fingindo estar grávida. Jack trabalha para impressionar o novo patrão, mesmo indo tão longe a ponto de roubar uma das ideias de Kenneth. Enquanto isso, o novo chefe envia Tracy e Jenna alguns presentes e eles começam a brigar quando eles percebem que foi enviada apenas uma camisola da Kabletown e ambos a querem. |             |                                        |                      |                                         |                         |                  |                              |
| 94 | 14          | "Double-Edged Sword"                   | Don Scardino         | Kay Cannon & Tom Ceraulo                | 10 de Fevereiro de 2011 | 514              | 4,59                         |
| Jack e Avery tentam ter o bebé em umas férias românticas, enquanto Liz e Carol ficam presos no caminho para suas férias. Enquanto isso, Tracy finalmente ganha uma EGOT mas fica cercado com toda a responsabilidade que vem com ele. |             |                                        |                      |                                         |                         |                  |                              |
| 95 | 15          | "It's Never Too Late for Now"          | John Riggi           | Vali Chandrasekaran                     | 17 de Fevereiro de 2011 | 515              | 4,07                         |
| Para ajudar Liz, após seu rompimento com Carol, Jenna, Jack e os membros e pessoal do TGS, chegam a um plano para mostrar a Liz que ela ainda pode encontrar o amor novamente, tendo um caso de uma noite. Enquanto isso, Jack tem problemas em negociar com a sua ama por noites sem dormir como um novo pai, e Pete e Frank decidem formar uma banda. |             |                                        |                      |                                         |                         |                  |                              |
| 96 | 16          | "TGS Hates Women"                      | Beth McCarthy-Miller | Ron Weiner                              | 24 de Fevereiro de 2011 | 516              | 4,50                         |
| O The Girlie Show with Tracy Jordan (TGS) é acusado de ser misógino, portanto Liz contrata uma escritora do sexo feminino, Abby Flynn (Cristin Milioti), a fim de provar que não é. No entanto, ela fica frustrada quando descobre que Abby é provocadora e extremamente estereotipada. Ao mesmo tempo, Jack formula um plano para um dia se tornar o CEO da Kabletown, mas para isso ele precisa eliminar a competição, a neta do CEO actual, Kaylee Hooper (Chloe Moretz).                                                                                |             |                                        |                      |                                         |                         |                  |                              |
| 97 | 17          | "Queen of Jordan"                      | Ken Whittingham      | Tracey Wigfield                         | 17 de Março de 2011     | 517              | 4,19                         |
| Jack convence Liz a convencer Angie, a convencer Tracy a voltar de "África". Enquanto isso, Frank encontra seu amor perdido. Ao longo do episódio, Jack entra em situações embaraçosas e Jenna tenta ser o foco das câmaras do reality show Queen of Jordan. |             |                                        |                      |                                         |                         |                  |                              |
| 98 | 18          | "Plan B"                               | Jeff Richmond        | Josh Siegal & Dylan Morgan              | 24 de Março de 2011     | 518              | 4,36                         |
| Liz descobre que sem Tracy, a NBC irá colocar o TGS em um hiato forçado. No entanto, quando ela passa a notícia para o elenco e a equipa, todos eles assumem que o show será cancelado e voltam para os seus planos de backup, levando Liz a se perguntar sobre ela própria. Enquanto isso, Jack é obrigado a contratar seu inimigo Devon Banks, a fim de dar a volta a sua aquisição desastrosa de TWINKS, uma rede para homens gays. |             |                                        |                      |                                         |                         |                  |                              |
| 99 | 19          | "I Heart Connecticut"                  | Stephen Lee Davis    | Vali Chandrasekaran & Jon Haller        | 14 de Abril de 2011     | 519              | 4,45                         |
| Liz e Kenneth tentam encontrar Tracy antes do TGS ser cancelado. Enquanto isso, Pete sentindo-se castrado, desafia os escritores e a equipa a uma competição de força. |             |                                        |                      |                                         |                         |                  |                              |
| 100–101 | 20–21       | "100"                                  | Don Scardino         | Jack Burditt, Robert Carlock & Tina Fey | 21 de Abril de 2011     | 520 / 521        | 4,60                         |
| Jack convence a gestão a dar ao cancelamento do TGS, uma décima primeira hora para provarem o seu valor com o episódio 100. Jenna considera ser mãe. |             |                                        |                      |                                         |                         |                  |                              |
| 102 | 22          | "Everything Sunny All the Time Always" | John Riggi           | Kay Cannon & Matt Hubbard               | 28 de Abril de 2011     | 522              | 3,95                         |
| Liz percebe que ela precisa assumir o controle de sua vida pessoal arranjando o seu apartamento dos sonhos, mas ela encontra um obstáculo no caminho. Enquanto isso, Jack tem seus próprios problemas para resolver quando Avery é mantida refém. Em outra parte, Tracy descobre que Kenneth, Dotcom e Grizz se uniram na sua ausência. |             |                                        |                      |                                         |                         |                  |                              |
| 103 | 23          | "Respawn"                              | Don Scardino         | Hannibal Buress & Ron Weiner            | 5 de Maio de 2011       | 523              | 4,20                         |
| Tracy interrompe as férias de verão de Liz. Enquanto isso, Jack se sente sozinho e liga para Kenneth, enquanto Jenna deve escolher entre ser o porta-voz do Conselho de Lã e seu relacionamento com Paul. |             |                                        |                      |                                         |                         |                  |                              |